# 줄리 카르멘

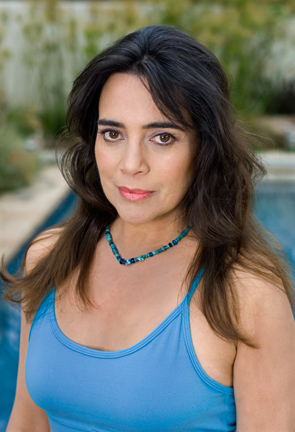

줄리 카먼(Julie Carmen, 1954년 4월 4일 ~ )은 미국의 배우, 무용가이다.
뉴욕에서 태어났다.

## 출연 작품
- 던 패트롤 (2014년)
- 도살자 (2009년) - 로즈 역
- 폴링 어웨이크 (2009년)
- 일레갈 텐더 (2007년)
- 엔젤스 위드 엔젤스 (2005년)
- King of the Jungle (2000)
- 가간투아 (1998년)
- 아프리카 (1996년)
- 매드니스 (1995년) - 린다 스타일스 역
- 사탄의 유혹 (1994년)
- 츄라카오 (1993년)
- 드러그 워 (1992년)
- 콜드 헤븐 (1991년)
- 음모의 키스 (1991년)
- 빌리 더 키드 (1989년)
- 형사 타격대 (1989년)
- 네온의 왕국 (1989년)
- 후라이트 나이트 2 (1988년)
- 반항의 계절 (1988년)
- 젊은 분노 (1986년)
- 벽 위의 남자 (1982년)
- 파이어 온 더 마운틴 (1981년)
- 글로리아 (1980년) - 제리 돈 역
- 자글라 (1980년)

### 텔레비전
- 트루 우먼 (1997, True Women)